# Rakuten TV
Rakuten TV（楽天TV、らくてんティービー）は、楽天グループの所有するビデオ・オン・デマンドのストリーミングサービス。楽天の所有する動画配信サービスである日本の楽天SHOWTIME、ヨーロッパのWuaki.tvが2017年7月にそれぞれRakuten TVに改称した。

## 概要
ヨーロッパではスペインのバルセロナに本社を置き、スペイン、イギリス、フランス、ドイツ、イタリア、スウェーデン、フィンランド、オーストリア、アイルランド、ベルギー、クロアチア、オランダ、ルクセンブルク、ポーランド、ポルトガル、ウクライナ、スイスと、ヨーロッパを中心に事業を展開されている。
月会費無料で、コンテンツ1本ごとに課金を行う料金体系を採用している。日本では楽天会員登録が必須で、楽天のサービスとして「楽天ポイントを貯める・使用する」、「クーポン（RaCoupon）を獲得・使用する」ことが可能となっており、オリジナルコンテンツの制作・配信や、東北楽天ゴールデンイーグルスを含めたプロ野球パ・リーグ公式戦（Rakuten パ・リーグSpecial）、宝塚、音楽、舞台などのライブ配信を行っている。

## 沿革

### 日本
2001年11月22日、有線ブロードネットワークス（後のUSEN、現：USEN-NEXT HOLDINGS）と楽天の2社間でジョイントベンチャーとして株式会社ショウタイムが設立された。2009年2月27日、USENから楽天への株式会社ショウタイムの買収が発表され、3月25日に楽天の完全子会社となった。2011年12月1日、株式会社ショウタイムは楽天ショウタイム株式会社に改称した。
2014年2月12日、それまでShowTimeのOEMサイトとして楽天に提供していた「楽天VIDEO」をリニューアル。動画配信サービス楽天SHOWTIMEを開始した。2016年4月1日、楽天ショウタイム株式会社は親会社である楽天株式会社に吸収合併された。
2017年7月1日、Rakuten TVと改称した。

### ヨーロッパ
2009年、スペインのバルセロナにWuaki.tv（ウアキ・ティーヴィー）が設立された。2012年6月13日、Wuaki.tvを楽天が完全子会社化した。
2017年7月1日、Rakuten TVと改称した。

## 日本でのサービス

### コンテンツ
2019年7月8日時点で約18万本のコンテンツを配信している。

#### ジャンル
- 全17ジャンル : 洋画 / 邦画 / 海外ドラマ / 韓国ドラマ / 中国・台湾・タイドラマ / BL / 国内ドラマ / アニメ / キッズ / 宝塚 / 舞台 / グラビア / スポーツ（パ・リーグを含む）/ バラエティ / ミュージック / ドキュメンタリー / アダルト

#### 提供方法
- 個別レンタル（ストリーミング配信）
  - コンテンツ1本もしくは複数のコンテンツをまとめたパック1つにつき、都度料金を支払う。各コンテンツには視聴期限が設けられており、視聴期限内であれば、何度でも視聴可能。
- 個別購入（ストリーミング配信）
  - コンテンツ1本もしくは複数のコンテンツをまとめたパック1つにつき、都度料金を支払う。視聴期限は設けられておらず、契約期間中は何度でも視聴可能。また、アニメ、アダルトの一部購入作品を、スマホ・タブレットでダウンロードすることもできる。
- 定額見放題パック
  - 月会費、または年会費を支払い、契約期間中はパック内のコンテンツをすべて視聴することが出来る。契約は自動更新を採用している。
  - 一部のコンテンツを除き、ダウンロードすることができる。

#### 日本での対応デバイス
利用可能端末は、以下の通り。
- スマートフォン・タブレット
  - Android 6.0以降
  - iOS 11.2以降
- パソコン
  - Windows 10以降
  - macOS 10.11以降
- テレビ
  - AQUOS（シャープ）
  - REGZA（TVS REGZA）
  - VIERA（パナソニック）
  - Hisense
- ストリーミングデバイス
  - Chromecast
  - Apple TV
  - Amazon Fire TV
- ゲーム機
  - PlayStation 4

### 決済方法
楽天IDを利用した「クレジットカード決済」と「楽天ポイント」による支払いが可能。また「スマートフォンキャリア決済（docomo・au・SoftBank）」にも対応している。ただしスマートフォンキャリア決済ではR18+作品など一部の作品・機能は利用できない。